# Saint-Pardoux-Soutiers
Saint-Pardoux-Soutiers – gmina we Francji, w regionie Nowa Akwitania, w departamencie Deux-Sèvres. W 2016 roku liczba ludności wynosiła 1915 mieszkańców. 
Gmina została utworzona 1 stycznia 2019 roku z połączenia dwóch ówczesnych gmin: Saint-Pardoux oraz Soutiers. Siedzibą gminy została miejscowość Saint-Pardoux. 